# اليوم الدولي للأخوة الإنسانية
أُعلن عن اليوم الدوليّ للأخوّة الإنسانية من قبل الجمعيّة العامة للأمم المتحدة في 21 ديسمبر 2020، بموجب القرار 75/200 كوسيلة لتعزيز المزيد من التسامح الثقافي والديني. وبهذا القرار، الذي تشاركت مصر والإمارات العربية المتحدة في تسهيله، دعت الأمم المتحدة جميع الدول الأعضاء والمنظمات الدولية الأخرى للاحتفال باليوم الدولي للأخوة الإنسانية سنويًا.
تشمل الاحتفالات باليوم الدولي للأخوة الإنسانية الأحداث التي حضرتها الدول الأعضاء في الأمم المتحدة والزعماء الدينيون وممثلو المجتمع المدني جنبًا إلى جنب مع جائزة زايد للأخوة الإنسانية، والتي تكرم الأفراد أو الكيانات في أي مكان في العالم لمساهماتهم العميقة في الأخوة الإنسانية.
منذ الاحتفال به لأوّل مرّة في 4 فبراير 2021 ، تلقّى اليوم الدوليّ للأخوة الإنسانيّة موافقات من مختلف قادة العالم. وقدّم البابا فرنسيس ، الشيخ أحمد الطيب إمام الأزهر ورئيس الولايات المتحدة جو بايدن، دعمهم للمبادرة.

## لمحة عامّة
وقّع البابا فرنسيس رأس الكنيسة الكاثوليكية والشيخ أحمد الطيب، إمام الأزهر الأكبر، في 4 فبراير 2019 في أبو ظبي، الإمارات العربية المتحدة، وثيقة الأخوّة الإنسانيّة من أجل السلام العالمي والعيش المشتركا، والمعروفة أيضًا باسم إعلان أبوظبي. هذا الإعلان له نفس الروحية التي ألهمت لاحقًا القرار الذي حدد 4 فبراير يومًا عالميًا للأخوة الإنسانية، كما صرّح بذلك الأمين العام للأمم المتحدة، أنطونيو غوتيريش، في مناسبات مختلفة. على أساس وثيقة الأخوة الإنسانية، تم إنشاء اللجنة العليا للأخوة الإنسانية ، وهي لجنة دوليّة أُنشئت لتحقيق تطلّعات الوثيقة. في رسالته العامة «فراتيلي توتي»، ذكر البابا فرنسيس أنها مستوحاة من اجتماعه بالشيخ أحمد الطيّب.